# Em là của em
Em là của em (Kiểu phong cách tên phim là 'em' LÀ CỦA em) là một phim điện ảnh của Việt Nam ra mắt năm 2021 trong thể loại hài hước tình cảm. Phim lấy cảm hứng từ bộ phim Tie A Yellow Ribbon (tiếng Hàn: 찜 Jjim) của Hàn Quốc ra mắt năm 1998. Phim được đạo diễn bởi Lê Thiện Viễn, các diễn viên chính gồm Ngô Kiến Huy, Maya, Hứa Vĩ Văn, Đại Nghĩa, Lê Giang, Khả Như và Hoàng Phi. Câu chuyện xoay quanh Hoàng - một chàng trai đã 30 tuổi nhưng vẫn chưa đi đến được trạm cuối của con đường tình yêu. Phải lòng một cô gái hơn tuổi mình, Hoàng đã phải trải qua nhiều gian nan trắc trở để “cưa” cô gái đó nhưng đều liên tiếp bị từ chối. Vì vậy, Hoàng cần được giúp đỡ lập ra hẳn một kế hoạch cưa đổ crush cực kỳ hoàn hảo.

## Nội dung
Hoàng dành cả tuổi trẻ để theo đuổi Quỳnh Anh, hơn Hoàng năm tuổi, nhưng không được đáp lại. Lần nọ, em trai Quỳnh Anh là Tú, cũng là bạn thân của Hoàng, nhờ anh đưa người chị đang say xỉn về nhà trọ. Khi tỉnh dậy, Quỳnh Anh hiểu nhầm Hoàng là kẻ biến thái đang sàm sỡ mình nên đuổi đánh anh. 
Hoàng đem sự việc kể lại với chị mình là Thanh, tin rằng "không có cửa". Thanh gợi ý với Hoàng phải giả làm phụ nữ mới có thể tiếp cận Quỳnh Anh. Trong vai "Jessica Hoàng Anh", Hoàng có cơ hội kết bạn và ở bên cạnh người phụ nữ anh thầm thương. Trong khi Tú ra sức tán tỉnh "chị Jessica Hoàng Anh", còn Quỳnh Anh lại hẹn hò với gã trai đểu Khoa, khiến Hoàng vô cùng ức chế.

## Diễn viên
- Ngô Kiến Huy trong vai Hoàng và Jessica Hoàng Anh
- Maya trong vai Quỳnh Anh
- Hứa Vĩ Văn trong vai Khoa
- NSƯT Đại Nghĩa trong vai Cha của Hoàng
- Lê Giang trong vai Mẹ của Hoàng
- Khả Như trong vai Thanh
- Hoàng Phi trong vai Tú

Khách mời
- Ngọc Trinh
- Hoa hậu Lương Thùy Linh
- La Thành
- Phi Phụng
- Nam Hee
- Liêu Hà Trinh
- Hồng Trang
- Lê Trang
- Việt Trang
- Mỹ Hạnh
- Trà Ngọc
- Ngọc Phước
- Đoàn lô tô TP.HCM

## Sản xuất
Phim đánh dấu sự hợp tác lần thứ hai của bộ đôi nhà sản xuất Lý Minh Thắng và đạo diễn Lê Thiện Viễn sau phim Vu quy đại náo ra mắt năm 2019.

### Ghi hình
Bộ phim được quay trong thời gian khắc nghiệt của dịch bệnh. Tất cả diễn viên đều nỗ lực để mang đến những cảnh quay và cảm xúc cho khán giả. Sản xuất sáng tạo Lý Minh Thắng tiết lộ quy tụ đông diễn viên nhất trong phim Em là của em là cảnh cuộc thi dance sport nhí. Thực tế khi lên phim, đây là hai cảnh, một mở đầu và một gần cuối phim. Nhưng để tối ưu chi phí, thời gian và sức lực của êkíp, đoàn gộp hai cảnh quay chung. Ngoài nữ chính Maya (trong vai HLV dance sport) và một số diễn viên phụ, khoảng 200 quần chúng được chọn tham gia cảnh quay, trong đó có vũ công nhỏ tuổi. Tương tự, cảnh lễ trao giải điện ảnh ở gần cuối phim cũng có sự góp mặt của khá đông diễn viên. Nhiều nghệ sĩ nổi tiếng tham gia cảnh phim này với vai trò khách mời như NSND Đào Bá Sơn, hoa hậu Lương Thùy Linh, MC Liêu Hà Trinh, người mẫu Ngọc Trinh... Vốn đã quen với không khí sự kiện, thảm đỏ, dàn sao ghi hình rất nhanh, chủ yếu tốn thời gian quay diễn để kết hợp ăn ý khi lên hình. Đại cảnh này được bấm máy từ 6h sáng tới khoảng 3h chiều. 
Cảnh quay tốn thời gian nhất của Em là của em kéo dài hơn 24 tiếng, được chuẩn bị từ 3h sáng hôm trước và đóng máy vào 5h sáng hôm sau. Đó là cảnh phim bữa tiệc tại biệt thự của Hứa Vĩ Văn, nơi anh cầu hôn Maya khiến Ngô Kiến Huy từ bỏ mối tình đơn phương. Giải thích về điều này, anh Lý Minh Thắng cho hay cảnh phim có thời lượng dài, chứa nhiều nội dung với tâm lý nặng của nhân vật như Hứa Vĩ Văn cầu hôn, Ngô Kiến Huy phát hiện bộ mặt thật của Hứa Vĩ Văn, hai nam chính đánh nhau, Ngô Kiến Huy lộ chuyện giả gái.

### Diễn viên
Cùng với các diễn viên chính như Maya, Hứa Vĩ Văn, Đại Nghĩa, Lê Giang, Khả Như và Hoàng Phi, Ngô Kiến Huy khả năng diễn xuất tiến bộ cũng là điều khiến Lý Minh Thắng đánh giá cao. Anh cho biết mình và ê-kíp đã đặt cho Ngô Kiến Huy rất nhiều yêu cầu khắt khe, không chỉ về việc ép cân để hóa thân vào vai Jessica Hoàng Anh mà còn về cách khai thác nội tâm nhân vật.  Nỗ lực giảm 10 kg của diễn viên Ngô Kiến Huy giúp nhân vật Jessica Hoàng Anh thuyết phục về mặt tạo hình. 
Phim ngoài ra cùng với những gương mặt đình đám như: NSND Đào Bá Sơn, Phi Phụng, Huy Khánh, La Thành và Ngọc Trinh.

## Âm nhạc
Ca sĩ Trịnh Thăng Bình hợp tác với nhà sản xuất bộ phim trước đây thông qua dự án sản xuất bộ phim Ông ngoại tuổi 30, và khi lần này nhà sản xuất ngỏ ý mời Bình vào vai trò giám đốc âm nhạc. Ekip của phim quyết định tung OST Chỉ có thể là yêu (Ngô Kiến Huy thể hiện) và Yêu để trở thành người xấu (Trịnh Thăng Bình - nhạc sĩ kiêm giám đốc âm nhạc của phim - sáng tác và thể hiện).

## Công chiếu
Em là của em công chiếu vào ngày 8 tháng 1 năm 2021 tại các rạp chiếu phim ở Việt Nam.
Ngày 13 tháng 5 năm 2021, phim được phát hành trên dịch vụ truyền dữ liệu video theo yêu cầu Galaxy Play.

## Tiếp nhận
Dù mới tuần đầu tiên nhưng doanh thu chỉ đạt 5,4 tỷ đồng dù có sự góp mặt của một loạt ngôi sao giải trí hút khán giả như Ngô Kiến Huy, Hứa Vĩ Văn, Khả Như, Maya... Theo báo điện tử - nhà phê bình VN Review, với tốc độ phát triển doanh thu như hiện tại, dự đoán khả năng cao bộ phim này chỉ hòa vốn hoặc may mắn lãi một chút. Thất bại của 'Em là của em' đến từ việc bộ phim khá phi lí, thiếu logic trong nội dung dù Ngô Kiến Huy diễn rất tốt và tác phẩm cũng có những màn chọc cười khán giả đáng chú ý.
Phim có mô-típ cũ, các cao trào hoặc nút thắt đều dễ đoán nhưng vẫn thu hút nhiều khán giả nhờ màn giả gái không bị “giả trân” của nam chính Ngô Kiến Huy, cùng các tình huống chọc cười hợp thị hiếu đám đông. Tiếng cười được truyền tải qua lối diễn hài duyên dáng của các diễn viên đã khỏa lấp cho phần kịch bản còn nhiều tình tiết gượng gạo. Khán giả xem phim khó tránh khỏi những thắc mắc, chẳng hạn một thanh niên nghèo như Hoàng sao dễ dàng thuê căn hộ sang trọng đối diện căn hộ của Quỳnh Anh, hoặc dù là bạn thân sao Tú lại không nghi ngờ thắc mắc về sự biến mất của Hoàng trong thời gian dài. Phim cũng chưa khắc họa đủ sâu sự gắn bó giữa Jessica Hoàng Anh và Quỳnh Anh nên cái kết có hậu ở cuối phim, khi Quỳnh Anh nhận ra tình yêu với Hoàng, không thuyết phục. Người xem chưa cảm thấy sức nặng trong tấm chân tình mà Hoàng dành cho Quỳnh Anh cũng như không thấy Quỳnh Anh xứng đáng với sự hy sinh của Hoàng.
So với hồi giả gái trong phim Nàng men chàng bóng (năm 2012), diễn xuất của Ngô Kiến Huy cũng có nhiều tiết chế, nên nhân vật không bị lố lăng. Đây cũng được xem là điểm sáng của phim vì không bôi xấu hình ảnh những người thuộc cộng đồng LGBT.
Trong khi Ngô Kiến Huy “ăn điểm” vì giả gái, thì ngược lại nữ diễn viên Maya lại gây thất vọng khi hóa thân thành một quý cô sang chảnh, cá tính với một gương mặt căng phồng, thiếu tự nhiên, giọng thoại ít biểu cảm. Nếu so với những gương mặt nữ phụ hoặc chỉ là khách mời như Lê Giang, Ngọc Trinh, ấn tượng của Maya để lại thua xa. Xuất hiện ngắn ngủi, nhưng vai diễn khiến người xem thích thú vì cả hai diễn xuất và tung hứng với bạn diễn rất nhịp nhàng, duyên dáng. Thậm chí xét về biểu cảm diễn xuất, Ngọc Trinh còn hơn hẳn Maya.
Sau 2 tháng ra rạp, bộ phim có tổng doanh thu là 14,3 tỷ đồng (theo Box Office Vietnam).